# Sira (rivier)
De Sira is  een rivier in Zuid-Noorwegen, stromend van noord naar zuid. 
De rivier ontspringt in de heuvels in de gemeente Bykle en mondt uit in het Ånafjord in de gemeente Flekkefjord. Onderweg stroomt de rivier door de gemeente Sirdal, die haar naam dankt aan de rivier; het dal van de Sira. De rivier stroomt door meerdere meren, waarvan enkele worden gebruikt als stuwmeer voor een waterkrachtcentrale. Het zuidelijke deel van de rivier vormt de grens tussen Agder en Rogaland.